# Coryphoideae
Coryphoideae es una subfamilia de plantas con flores perteneciente a la familia Arecaceae. Tiene las siguientes tribus.

## Tribus
Según Wikispecies
- Borasseae - Corypheae - Phoeniceae - Chuniophoeniceae

Según GRIN
- Borasseae
- Caryoteae
- Chuniophoeniceae
- Corypheae
- Cryosophileae
- Phoeniceae
- Sabaleae
- Trachycarpeae[1]